# Уфимский трамплин
Трамплин К-120 — снесённый недостроенный трамплин мощностью 120 м в городе Уфе, рядом с канатной дорогой. Должен был стать частью спортивного комплекса «Трамплин», позволив выполнять наиболее сложные прыжки и готовить спортсменов на мировом уровне.

## История
В 1970-х годах расчищена площадка в лесу на береговом склоне реки Уфы под будущее строительство трамплина мощностью 120 м в 1980-х годах, но из-за Олимпиады 1980 года в Москве, сроки были серьёзно сдвинуты.
Первоначально по проекту «Уфаспортпроект» предусматривался трамплин К-90, позднее — К-120 со специальным лифтом и комнатой ожидания.
Строительство начато в 1992 году как часть спортивного комплекса (вместе с канатной дорогой, построенной в 1994 году) для прыжков на лыжах с трамплина и лыжного двоеборья, но из-за нехватки средств, строительство заморозили; оно вновь началось лишь в 2000 году, когда объект передали городу, а его финансирование взял на себя муниципальный бюджет. К 2003 году выполнены основные работы по возведению: установлены все опоры и эстакады, смонтирован лифт и построена комната ожидания, достраивалась площадка для приземления.
В 2003 году произошёл карстовый провал на площадке для приземления в 30 м от основания трамплина, который потащил за собой уже построенную эстакаду: грунтовые воды размыли склон, состоящий из известняковых пород — по всей видимости, при земляных работах было задето подземное озеро, воды которого размыли легко растворимый известняк.
Разобран в марте-апреле 2016 года. Сохранились фундаменты опор и комната ожидания трамплина.
В 2019 году на месте снесённого трамплина планировался экстрим-парк на условиях передачи территории на 20 лет в концессию при объёме вложений 40 млн рублей.